# Lasioglossum paleae
Lasioglossum paleae är en biart som beskrevs av Ebmer 1972. Lasioglossum paleae ingår i släktet smalbin, och familjen vägbin. Inga underarter finns listade i Catalogue of Life.